# 日本経済学会
一般社団法人日本経済学会（にほんけいざいがっかい、英: The Japanese Economic Association）は日本の経済学に関する学会。2025年5月現在の会長（第57代）は星岳雄（東京大学）。

## 概要
1934年12月、高田保馬・高垣寅次郎・高橋誠一郎・小泉信三・土方成美・中山伊知郎・柴田敬・杉本栄一の8名を発起人として創立総会を開催、純粋経済学および政治経済学を中心とする学会として発足（（旧）日本経済学会）した（当時次第に当局からの弾圧が加えられつつあったマルクス経済学者たちは1930年発足の社会経済史学会に集まる傾向があった）。第二次世界大戦後の1949年には「理論経済学会」として改組（紛らわしい名称だが1959年発足のマルクス経済学系「経済理論学会」とは異なる）、翌1950年には機関誌『季刊理論経済学』を創刊し経済学史学会が分離独立した。1960年には『季刊理論経済学』が日本計量経済学会（1934年関西地方で結成された「数理経済研究会」を前身に1950年発足）と共同の機関誌となり、1968年日本計量経済学会と統合して「理論・計量経済学会」に改称し現在の体制となった。1997年、戦前の発足当時の名称「日本経済学会」に改称し現在に至る。2011年に一般社団法人となった。2024年8月現在の会員数は、約3100名。
日本の経済学に関する学会としては最大の会員数を持つが、主流派経済学を研究の中心とする学会のため、日本の経済学者であってもマルクス経済学者を中心に入会しない者も少なからず存在する。
年2回、春季と秋季に年次大会を開催している。会場は各大学の持ち回りである。

## 出版物
1950年に創刊した学会機関誌『季刊理論経済学』は、1960年にレフェリー制度の導入を経て、1986年にはEconomic Studies Quarterlyと改称し、1995年には後継の英文機関誌としてThe Japanese Economic Reviewを創刊している。
その他に、1996年から年1回のペースで東洋経済新報社より日本語単行書『現代経済学の潮流』を刊行している。

## 賞
日本経済学会は以下の賞を授与している。

### 日本経済学会・中原賞
日本経済学会・中原賞は、日本経済学会が45歳未満の経済学者に授与している賞である。中原伸之の寄付によって、創設された。
- 1995年 林文夫
- 1996年 松山公紀
- 1997年 清滝信宏
- 1998年 西村清彦
- 1999年 岡田章
- 2000年 神谷和也
- 2001年 チャールズ・ユウジ・ホリオカ
- 2002年 神取道宏
- 2003年 伊藤秀史
- 2004年 松島斉
- 2005年 星岳雄
- 2006年 北村祐一
- 2007年 松井彰彦
- 2008年 梶井厚志
- 2009年 小西秀男
- 2010年 上東貴志
- 2011年 井上篤
- 2012年 新谷元嗣
- 2013年 下津克己
- 2014年 青木浩介
- 2015年 平野敬祐
- 2016年 北尾早霧
- 2017年 笠原博幸
- 2018年 向山敏彦
- 2019年 林貴志
- 2020年 奥井亮
- 2021年 小島武仁
- 2022年 高橋悟
- 2023年 北川透
- 2024年 菅谷拓生

### 日本経済学会・石川賞
実証面や政策面を中心とした優れた経済学研究によって日本の経済・社会問題の解決に貢献した経済学者に対して日本経済学会から与えられる学術賞である。「石川経夫基金」の寄付により2004年9月に創設が決定され、2006年度より毎年度に渡り賞の審査・授与が行われている。賞金は毎年50万円が支給される。　
1998年6月、石川経夫 (東京大学経済学部教授) は51歳の若さで逝去した。石川の夭折を惜しんだ関係者や教え子たちを中心に募られた「石川経夫基金」は当初、石川の業績を国内外に紹介する事業を行っていたが、日本経済学会にこれを寄付し、石川と関係の深い分野での経済学研究上の貢献に対して賞を与えることを同学会に提案した。同学会は2004年9月総会においてこの提案を受け入れ、「日本経済学会・石川賞」を創設することを決定した。同賞の審査・授与は2006年度より開始された。 なお、同賞の受賞条件として、年齢が50歳未満であることと中原賞を受賞していないことが定められている。
- 2006年 大竹文雄
- 2007年 齊藤誠
- 2008年 岩本康志
- 2009年 福田慎一
- 2010年 宮尾龍蔵
- 2011年 澤田康幸
- 2012年 玄田有史
- 2013年 柳川範之
- 2014年 大橋弘
- 2015年 塩路悦朗
- 2016年 川口大司
- 2017年 清田耕造
- 2018年 中嶋亮
- 2019年 佐藤主光
- 2020年 伊藤公一朗
- 2021年 神林龍
- 2022年 山口慎太郎
- 2023年 渡辺安虎
- 2024年 重岡仁

### 日本経済学会・女性研究者奨励賞
日本経済学会・女性研究者奨励賞は、日本経済学会が優れた研究を行う若手女性研究者に対して授与する賞。2020年に日本生命保険相互会社の協賛を得て創設された。
- 2021年 田中万理
- 2022年 竹内あい
- 2023年 横山泉
- 2024年 森悠子

### 補足
1. ↑  当時の日本経済学会会長は、伊藤隆敏であった[9]。
2. ↑  一方、中原賞の年齢制限は「45歳未満」である[11]。